# Lee Morgan
Lee Morgan (Filadelfia, Pensilvania, EE. UU., 10 de julio de 1938 - Nueva York, 19 de febrero de 1972) fue un trompetista estadounidense de jazz, representante del hard bop. Su principal influencia musical fue Clifford Brown.

## Biografía
Al cumplir los 14 años Lee Morgan recibe una trompeta como regalo de su padre, con la que pronto empiezan a destacar sus habilidades, para poco después unirse a la big band de Dizzy Gillespie cuando tenía 18 años, permaneciendo en ella dos años. Empieza a grabar como líder en 1956 (tras solo 4 años tocando), especialmente para Blue Note con la que grabó 25 discos. Después de la prematura muerte de Clifford Brown en 1956 fue considerado como el sucesor de Brown.
En 1957 graba junto con John Coltrane el célebre Blue Train, y ese mismo año dos de sus mejores discos Candy y City Lights. Un año después entra a la formación de los Jazz Messengers de Art Blakey donde colabora en algunos de los discos más representativos, como Moanin'.
Después de visitar a su familia en su natal Philadelphia e intentar deshacerse de su adicción a la heroína sin lograrlo, Lee regresó a Nueva York y grabó el álbum The Sidewinder. Grabado en diciembre de 1963, el disco se convirtió en uno de los más vendidos del sello Blue Note. La razón principal de su éxito fue su pieza homónima. Un blues de 24 compases con una melodía sencilla de recordar tocada por el mismo Lee Morgan y su amigo Joe Henderson. Al estilo le llamaron soul jazz.
Durante los sesenta continuó grabando una serie de discos de gran calidad y colaboraciones con otros músicos (Destacan A Caddy For Daddy de Hank Mobley o Night Dreamer con Wayne Shorter). A principios de los setenta, Morgan colabora con Roland Kirk para apoyar a la asociación "Jazz and People Movement", dedicada a la mejora de las condiciones de trabajo de los músicos de jazz en los Estados Unidos.

## Muerte y legado
Morgan fue asesinado en la madrugada del 19 de febrero de 1972, en Slugs' Saloon un club de jazz en el East Village de la ciudad de Nueva York donde tocaba su banda. Después de un altercado entre sets, la esposa de Morgan, Helen Moore (también conocida como Helen Morgan), le disparó. Las lesiones no fueron fatales de inmediato, pero la ambulancia tardó mucho en llegar a la escena ya que la ciudad había experimentado fuertes nevadas que resultaron en condiciones de conducción extremadamente difíciles. Tardaron tanto en llegar que Morgan murió desangrado. Tenía 33 años. Helen Morgan fue arrestada y pasó un corto tiempo en prisión antes de ser puesta en libertad condicional. Después de su liberación, regresó a su Carolina del Norte natal y murió allí de una afección cardíaca en marzo de 1996.
Lee y Helen Morgan protagonizan el documental de 2016 I Called Him Morgan del cineasta sueco Kasper Collin. La película se estrenó el 1 de septiembre de 2016, en el 73° Festival de Cine de Venecia y se estrenó en los cines de Estados Unidos, el 24 de marzo de 2017. El New York Times calificó la película como delicado drama humano sobre el amor, la ambición y las glorias de la música. Además, recibió el premio al mejor filme internacional del Festival Beefeter In-Edit.

## Discografía

### Como líder
- 1956 Indeed!
- 1956 Introducing Lee Morgan
- 1956 Lee Morgan Sextet
- 1957 Dizzy Atmosphere
- 1957 City Lights
- 1957 The Cooker
- 1957 Candy
- 1960 Here's Lee Morgan
- 1960 The Young Lions
- 1960 Lee Way
- 1960 Expoobident
- 1962 Take Twelve
- 1963 The Sidewinder
- 1964 Search for the New Land
- 1964 Tom Cat
- 1965 The Rumproller
- 1965 The Gigolo
- 1965 Cornbread
- 1965 Infinity
- 1966 Delightfulee
- 1966 Charisma
- 1966 The Rajah
- 1967 Sonic Boom
- 1967 The Procastinator
- 1967 The Sixth Sense
- 1968 Taru
- 1968 Caramba
- 1970 Live at the Lighthouse
- 1970 Speedball
- 1971 Lee Morgan
- 1971 The Last Session

### Como colíder
- 1957 Conte Candoli & Lee Morgan: Double or Nothin'

### Con Art Blakey y los Jazz Messengers
- 1957 Theory of Art
- 1958 Drums Around the Corner
- 1958 Moanin'
- 1959 Africaine
- 1959 At the Jazz Corner of the World (two volumes)
- 1959 Paris Jam Session
- 1960 A Night in Tunisia
- 1960 Like Someone in Love
- 1960 Meet You at the Jazz Corner of the World (two volumes)
- 1960 Roots & Herbs
- 1960 The Big Beat
- 1961 A Day with Art Blakey
- 1961 Impulse!!! Art Blakey!!! Jazz Messengers!!!
- 1961 The Freedom Rider
- 1961 The Witch Doctor
- 1961 Tokyo 1961
- 1964 'S Make It
- 1964 Indestructible
- 1965 Soul Finger

### Con John Coltrane
- 1957 Blue Train

### ConHank Mobley
- 1956 With Donald Byrd And Lee Morgan
- 1956 The Jazz Message of Hank Mobley
- 1958 Peckin' Time
- 1963 No Room for Squares
- 1963 Straight No Filter
- 1965 Dippin'
- 1966 A Slice of the Top

### ConJimmy Smith
- 1957 House Party
- 1958 The Sermon!

### Con Wayne Shorter
- 1959 Introducing Wayne Shorter
- 1960 The Young Lions
- 1964 Night Dreamer

### ConAndrew Hill
- 1968 Grass Roots
- 1970 Lift Every Voice